# Cselekvés a Kiszolgáltatottakért Alapítvány
A Cselekvés a Kiszolgáltatottakért Alapítvány (rövid név: Cselekvés Alapítvány, angol név: Action for Defenceless People Foundation) magyar közhasznú alapítvány, melyet 2002-ben dr. Csókay András idegsebész kezdeményezésére dr. Pataki Gergely plasztikai sebész alapított. Dr. Csókay András az alapítvány kuratóriumának elnökségét vállalta el. Tevékenységi körükbe azon személyek védelme és segítése tartozik, akik egészségi állapotuknál vagy gazdasági helyzetüknél fogva keveset, vagy semmit sem tudnak tenni önmaguk védelmében és érdekeik érvényesítésére.
Ennek a célnak az érdekében ingyen műtéteket végeznek itthon és külföldön, összehangolják az intézményekben a gyógyítással összefüggő szakmai egyeztetéseket, oktatást szerveznek, valamint orvosi műszerek, speciális kórházi bútorok, rehabilitációs eszközök beszerzésében nyújtanak segítséget.
A névválasztást Teréz anya "nálam a szeretet CSELEKVÉST jelent" hitvallása ihlette. A „CSELEKVÉS” lényege, hogy aktív és közvetlen módon, itt és most, itthon és külföldön is igyekeznek lehetőségeikhez mérten segíteni. A külföldi missziókban a legnagyobb orvoshiány és szegénység által sújtott vidékekre utaznak speciális műtéteket végezni. Vallják, hogy a gyermekek rendellenességeit, sérüléseit minél gyorsabban kezelni kell, mert fejlődésben vannak, a tanult viselkedésük a fizikai lehetőségeikhez idomul: korántsem mindegy például, hogy valakinek használható lesz-e a keze – hiszen ez dönti el, hogy rászoruló vagy dolgozó ember válik-e majd belőle. Bemutatkozásukban szerepel, hogy bizonyos esetekben Magyarországon is szükség van gyorsan bevethető, karitatív orvoscsoportra, így jótékonysági jellegű műtéteket itthon is végeznek.
A „KISZOLGÁLTATOTTAKÉRT” azt jelenti, hogy a legnagyobb hiányt, szükségletet kell először orvosolni. Azoknak kell segíteni, akik a legnagyobb bajban vannak, és a legkisebb az esélyük a gyógyulásra. Az egészségügyi szükségletek végtelenek, mindig lehet egy kicsit javítani az életminőségen. Az Alapítvány ebből a végtelenből azt a szeletet célozza, ahol kis pénzből a legnagyobb nyereség érhető el, a pénz a legjobban hasznosul. A Bangladesben és Nigériában alapított missziók ezt a célt szolgálják, 2010 óta több mint 500 páciensen sikerült a missziók által segíteni.
A Cselekvés a Kiszolgáltatottakért Alapítvány karitatív orvoscsoportja sikeresen szétválasztott egy fejüknél összenőtt bangladesi sziámi ikerpárt (Rabeya és Rukaya, "Islam twins") egy több mint 30 órás maratoni műtét alkalmával 2019. augusztus 1-jén és 2-án. A 2018 februárja óta tartó "Operation Freedom" névre hallgató szétválasztó műtétsorozat fő koordinátora dr. Pataki Gergely, aki a plasztikai sebészeti team vezetője is. Két speciális endovaszkuláris beavatkozás történt 2018. február 28-án és augusztus 19-én Dakkában a fő agyi szállítóér-szakaszok szétválasztására dr. Hudák István vezetésével. Az ikrek 2019-ben fél évet töltöttek Magyarországon családjukkal, hogy itt több mint 44 plasztikai sebészeti beavatkozást végezzenek el rajtuk Pataki doktor vezetésével. A végső szétválasztó műtétet, a koponyák és az agyak szétválasztását dr. Csókay András vezette Dakkában.
A Cselekvés a Kiszolgáltatottakért Alapítvány 2002 óta szervezője hazai és külföldi önkéntes programoknak, a szervezéssel példát igyekezve mutatni. Segítségük olyan, mint „csepp a tengerben” - mondják.
„A világot megváltoztatni nem tudjuk, de sok ezer ember számára egy világ változott meg az alapítvány munkájának köszönhetően az elmúlt években.”